# Ixiamas
Ixiamas est une localité du département de La Paz en Bolivie et le chef-lieu de la province d'Abel Iturralde. Sa population s'élevait à 1 733 habitants en 2001.